# 佐藤浩平
佐藤 浩平（さとう こうへい、1960年4月7日 - ）は、日本の建築家。佐藤浩平建築設計事務所主宰。東京生まれ、逗子海岸育ち。
神奈川県立横須賀高等学校から日本大学理工学部海洋建築工学科に進学。1984年同大学卒業。1991年から1995年まで、白鳥健二のアトリエCOSMOSに勤務。1995年、佐藤浩平建築設計事務所設立。
代表作に「木登りの家」「葉山の街角」「水辺の家」「EARTH FLOOR」「昇る家」「北鎌倉の家」「海風の家」「展望の家」「景観破壊（代替案）」「鎌倉のような家」「天空の広間」など。
PRESS :「モダンリビング」No.165「THE NEW ORIENTAL STYLE」Michael Freeman「大成功する　部屋づくりの辞典」成美堂出版
　　　    「住宅特集」0411「新しい住まいの設計」0505「edu」Vol.1 0505「2007年カレンダー」小学館
　　　　 「モダンリビング」No.140「住宅建築」0108「新建築住宅特集」0108「ＭＥＭＯ」0206
　　　　「男の隠れ家」0206「渡辺篤史の建もの探訪」01/12/22「ＦＮＮスーパーニュース」　
　　　　 「住宅建築」9608「ほしいリゾート」9803  「MY HOME 100選」 「住宅特集」0312「My Home+」０４夏
　　　　「Precious」0205「建築知識」0508「上質インテリアのルール」マイホームプラス特別編
　　　　「心がときめく部屋づくりアイデア図鑑」エクスナレッジ　 モダンリビング」「住宅建築」0108
　　　　「新建築住宅特集」9904「日経アーキテクチャー」N0.655「Esquire」0006「狭小住宅」63　
　　　　「新しい住まいの設計」Vol.39　 「住宅特集」　0411